# Ivica Horvat
Ivica Horvat, właśc. Ivan Horvat (ur. 16 lipca 1926 w Sisaku, zm. 27 sierpnia 2012 w Njivicach) – chorwacki trener piłkarski i piłkarz, grający podczas kariery zawodniczej na pozycji obrońcy. Uczestnik mistrzostw świata 1950 oraz 1954.

## Kariera
Ivan Horvat w swojej karierze występował w dwóch klubach: rodzimym Dinamie Zagrzeb oraz niemieckim Eintracht Frankfurt. W sumie trzykrotnie świętował zwycięstwo w lidze. Po zakończeniu kariery zawodniczej został trenerem.

## Sukcesy

### Klubowe
- Prva liga jugosłowiańska (3): 1948, 1954, 1958
- Bundesliga (1): 1959

### Reprezentacyjne
- Igrzyska olimpijskie: 2. miejsce – 1952